# Des heures passent
Des heures passent ... is een compositie van Albert Roussel. Roussel schreef al muziek vanaf waarschijnlijk 1892. Er zijn bekend een 'Fantasie voor viool en piano', 'Andante voor orgel' en Vendanges, maar Roussel hoorde ze liever niet terug. Als opusnummer 1 liet de componist Des heures passent ... noteren.   
Deze suite voor piano solo liet nog weinig horen van de ontwikkeling die Roussel zou doormaken. Het is als het ware een prelude op zijn eerste stijlperiode, die van impressionisme. De meeste critici vonden het maar niets.
De suite bestaat uit vier delen:
1. Graves, légères
2. Joyeuses
3. Tragiques
4. Champêtres